# Alliance française de Taïwan
 (janvier 2025).
L'Alliance française de Taïwan est une association à but non lucratif dont la promotion de la langue et de la culture françaises constituent les principales missions à Taïwan.
Comme toutes les Alliances françaises dans le monde, elle fait partie du réseau "Alliance française" initié en 1886.
Le centre de Taipei est situé dans le bâtiment de l'Institut de formation continue de l'Université nationale de Taïwan, communément appelée Taida (nom officiel en chinois : 國立臺灣大學, en anglais : « National Taiwan University »), l'université la plus prestigieuse de l'île et classée parmi les 100 meilleures universités du monde. Celui de Kaohsiung (deuxième ville principale, au sud de l'île) est situé dans le collège Lingya.

## Cours de français langue étrangère
L'Alliance française de Taïwan propose une large gamme de cours de langue française, assurés par des professeurs taiwanais et français. La langue est enseignée à travers une approche communicative et actionnelle à travers des ressources pédagogiques récentes.
- Cours de français langue générale : pour tous niveaux, proposés du lundi au dimanche, le matin/midi/soir
- Cours de français professionnel : cours de français langue générale en contexte professionnel, proposés sur place ou en entreprise.
- Cours particuliers : organisé sur demande et sur mesure, à l'Alliance ou à domicile.
- Ateliers : proposés de manière complémentaire aux cours de langue générale pour répondre à un objectif particulier (découverte de la culture et de la civilisation française, préparation aux examens…).
- Cours pour les enfants : adaptés aux enfants à travers une approche ludique, et animés par des professeurs spécifiquement formés.

## Certifications officielles en langue française
L'Alliance française de Taïwan organise plusieurs sessions d'examens et de tests pour la délivrance de certifications officielles du Centre international d'études pédagogiques (CIEP).
- Le diplôme d'études en langue française (DELF) et le diplôme approfondi de langue française (DALF) : trois sessions tous publics et deux sessions junior sont organisées chaque année. L'Alliance française de Taïwan est l'unique centre d'examen, à Taïwan, pour ces diplômes délivrés par le ministère français de l'Éducation nationale.
- le test de connaissance du français (TCF) : deux sessions sont organisées chaque année
- les TCF-DAP (TCF-Demande d'admission préalable) : l'Alliance française est l'unique centre d'examen pour la passation de ce test. Une session est organisée en début d'année.

## Médiathèques
L'Alliance française de Taïwan anime dans chacun de ses centres à Taipei comme à Kaohsiung une médiathèque spécialisée sur la France. D'accès libre elles proposent en partie :
- Des méthodes de français langue étrangère (FLE)
- Des livres faciles en français
- Des ouvrages de référence
- Des périodiques (actualité, presse féminine, jeunesse…)
- Des bandes dessinées
- Des films en DVD
- Des CD de musiques

## Autres activités
L'Alliance française de Taïwan développe également plusieurs programmes complémentaires à ses activités :
- L'enseignement précoce du français (EP) : L'Alliance française coordonne un groupe de professeurs qu'elle forme pour l'intervention auprès d'un public d'enfants et qu'elle recommande auprès des établissements d'enseignement primaire à Taïwan. Plusieurs classes sont ouvertes chaque année dans le cadre de ce programme.

- Apprendre le français à Paris : l'Alliance française de Taïwan aide gratuitement les étudiants taïwanais souhaitant suivre des cours de français dans les Alliances Francaises de France grâce à des partenariats établis depuis plusieurs années : conseil, choix du cours, inscriptions et formalités administratives, réservation d'un hébergement et règlement des frais de scolarité et d'hébergement : tout se fait depuis Taïwan). Ce service est gratuit et les étudiants peuvent également bénéficier d'une réduction.

- Le diplôme d'aptitude à l'enseignement du français langue étrangère (DAEFLE) : l'Alliance française de Taïwan est centre de passation pour les tests d'accès et les examens qui donnent droit à la délivrance de ce diplôme, résultat d'un partenariat entre l'Alliance française de Paris Île-de-France et le CNED (Centre national d'enseignement à distance)

- Fidélité AFTW : à travers les partenariats établis avec les organisations locales, l'Alliance française de Taïwan propose à ses étudiants et membres de l'association des tarifs privilégiés pour participer aux spectacles, sorties de film, expositions et autres événements à caractère francophone.